# Feprazone
Feprazone (hoặc prenazone) là một loại thuốc dùng để giảm đau khớp và cơ bắp.
Nó là một chất tương tự của butazone nhưng thay vì nhóm n -butyl thì nó lại bị prenyl hóa.